# Meulan-en-Yvelines
Meulan-en-Yvelines ist eine französische Gemeinde mit 8996 Einwohnern (Stand 1. Januar 2022) im Département Yvelines in der Region Île-de-France. Sie liegt etwa 17 Kilometer östlich von Mantes-la-Jolie, dem Verwaltungssitz des Arrondissements des Kantons Les Mureaux.
Der Name des Ortes stammt – wie bei Melun und Mailand – aus dem Lateinischen: Mediolanum, die Ebene in der Mitte. Um Verwechslungen mit Melun (Département Seine-et-Marne) zu verhindern, wurde die Stadt 2010 von Meulan in Meulan-en-Yvelines umbenannt.

## Geographie
Meulan-en-Yvelines ist eine Kleinstadt am Ufer der Seine gegenüber von Les Mureaux, etwa 40 Kilometer westlich von Paris. Die Gemeinde grenzt an Vaux-sur-Seine im Osten, Mézy-sur-Seine und Hardricourt im Westen, und Tessancourt-sur-Aubette und Évecquemont im Norden. Im Süden ist sie durch eine Brücke mit Les Mureaux verbunden. Zum Gemeindegebiet gehören zwei Seineinseln, die Île du Fort und die Île belle. Hier mündet der Fluss Aubette in die Seine.
Die Gemeinde liegt knapp südlich des Regionalen Naturparks Vexin français, ist mit diesem jedoch als Zugangsort assoziiert.

## Geschichte
Meulan war ursprünglich ein Flusshafen mit einer gallischen Handelsniederlassung an der Grenze zwischen den Veliocassern im Norden und den Karnuten im Süden.
Im 10. Jahrhundert war Meulan der Hauptort der Grafschaft Meulan, mit der die Gemeinde 1204 durch König Philipp II. August in den Domaine royal eingegliedert wurde. König Philipp I. starb hier am 29. Juli 1108.
Die Wasserflächen von Meulan waren bei den Olympischen Spielen von 1900 und den Olympischen Spielen von 1924 Austragungsort für die Segelwettbewerbe.

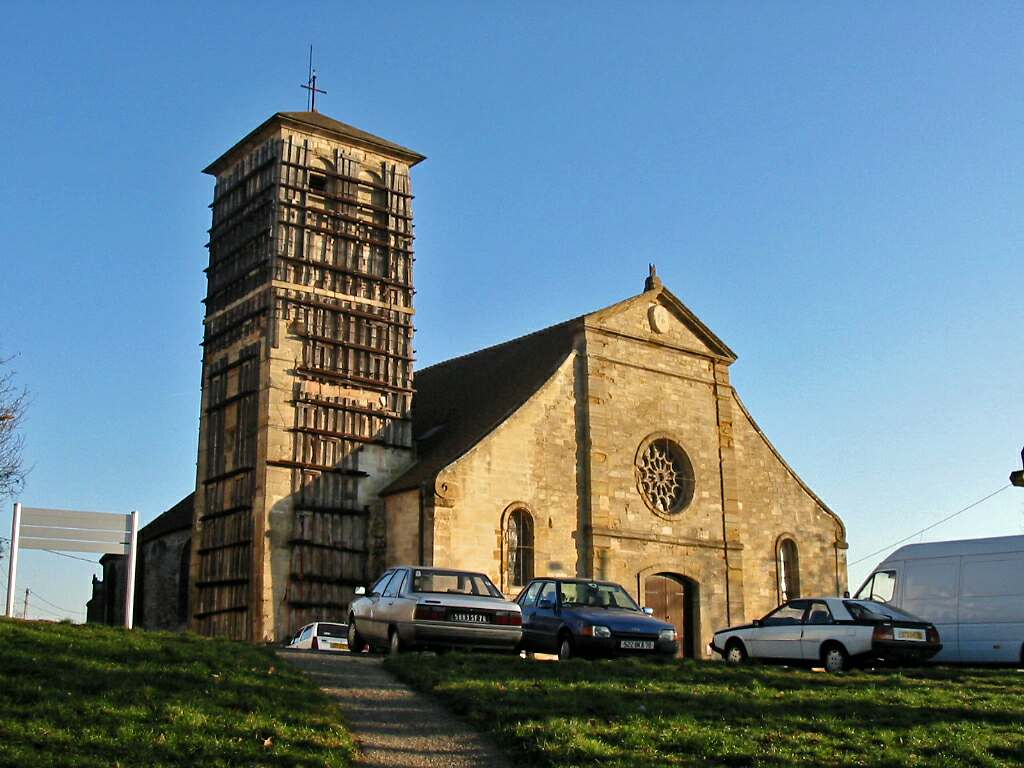
Kirche von Meulan

## Sehenswürdigkeiten
Siehe auch: Liste der Monuments historiques in Meulan-en-Yvelines
- Kirche Saint-Nicolas, um 1150 in Stein gebaut, teilweise im Lauf der Jahrhunderte umgebaut und erweitert; der Kirchturm, der 1889 erhöht wurde, hat sich danach gesenkt.
- Die alte Brücke aus dem 12. Jahrhundert: der Pont aux Perches oder Petit Pont, ebenfalls aus 1150, dem vier Bögen fehlen, wurde in die Liste der Monuments historiques aufgenommen.

## Persönlichkeiten
- Jean-Paul Bignon (1662–1743), Wissenschaftsorganisator und Mitglied der Académie française, gestorben auf Ile Belle
- Sophie Marie Louise de Grouchy, marquise de Condorcet (1764–1822), Philosophin und Salonnière
- Maurice Thiriet (1906–1972), Komponist
- Arnaud Boetsch (* 1969), Tennisspieler
- Xavier Pompidou (* 1972), Autorennfahrer
- Baptiste Trotignon (* 1974), Jazzmusiker
- Rahmatou Dramé (* 1985), französisch-malische Leichtathletin
- Julien Mertine (* 1988), Florettfechter
- Elie Konki (* 1992), Profiboxer
- Abdoulaye Doucouré (* 1993), Fußballspieler
- M'baye Niang (* 1994), Fußballspieler
- Rougui Sow (* 1995), Weitspringerin
- Ferland Mendy (* 1995), Fußballspieler
- Yassin Belkhdim (* 2002), französisch-marokkanischer Fußballspieler